# مارسيل فيريرا
مارسيل فيريرا (بالبرتغالية: Marcel Ferreira‏) هو لاعب تايكوندو برازيلي، ولد في 17 يناير 1981 في ساو باولو في البرازيل.

## وصلات خارجية
- مارسيل فيريرا على موقع TaekwondoData.com (الإنجليزية)
- مارسيل فيريرا على موقع أوليمبيديا (الإنجليزية)